# 第1回フィルムフェア賞
第1回フィルムフェア賞（1st Filmfare Awards）は、インドの映画賞。『フィルムフェア』が主催し、1953年のヒンディー語映画を対象としており、1954年に開催された。この年のみ、正式名称は前年に死去した『ザ・タイムズ・オブ・インディア』の映画評論家クレア・メンドンサにちなみ、「クレア賞（Clare Awards）」となっている。

## 授賞式
授賞式はボンベイのメトロ・シネマで開催され、5部門の受賞作品・受賞者が発表された。主賓として駐印アメリカ合衆国大使ジョージ・V・アレンが招待され、デーヴィドが司会を務め、国歌斉唱はナリーニ・ジェイワントが務めている。授賞式では複数の俳優による歌唱・舞踏パフォーマンスやタラット・マフムード、ギーター・ダット、モハメド・ラフィの演奏が披露され、第二部の演目ではヴィジャヤンティマーラー、スーリヤクマーリーによる古典舞踊が披露された。演目の最後にはカミニ・コウシャルと彼女の劇団による民族舞踊「Lure of Rajasthan」が披露された。
パフォーマンスの終了後、デーヴィドによって受賞者の発表が行われ、投票は抽選で選ばれた『フィルムフェア』の購読者によって行われた。作品賞には『2エーカーの土地』が選ばれ、受賞トロフィーはジョージ・V・アレンからハイデラバード在住の『フィルムフェア』購読者サーイジュディーンに渡され、彼からビマル・ロイに授与された。主演女優賞はミーナー・クマーリー、主演男優賞はディリープ・クマールが受賞した。音楽監督賞にはノウシャードが選ばれた。監督賞にはビマル・ロイが選ばれ、ボンベイ在住の『フィルムフェア』購読者サニー・コルディエロから彼に授与された。ビマル・ロイとディリープ・クマールは、それぞれ監督賞と主演男優賞の歴代最多受賞記録保持者（9回、8回）であり、現在でも破られていない。また、ミーナー・クマーリーは第26回フィルムフェア賞でヌータンに破られるまで、主演女優賞の歴代最多受賞記録（4回）を13年間保持した。受賞発表会場のメトロ・シネマに大勢の映画ファンが押しかけたことから受賞後の祝賀パーティー会場は公表されず、極秘裏にウィリンドン・ジムカーナ・クラブで祝賀パーティーが行われ、会場には100人のゲストが招待された。
授賞式にはハリウッド俳優のグレゴリー・ペックが主賓として招待されていたが、コロンボからの飛行機に遅れが生じたため出席できなかった。彼は到着が遅れたものの、授賞式後の祝賀パーティーには出席している。

## 受賞結果
| 作品賞                                               | 作品賞                                                   |
| ---------------------------------------------------- | -------------------------------------------------------- |
| - 『2エーカーの土地』 - ビマル・ロイ・プロダクション |                                                          |
| 監督賞                                               | 音楽監督賞                                               |
| - ビマル・ロイ - 『2エーカーの土地』                 | - ノウシャード - 『Baiju Bawra』（「Tu Ganga Ki Mauj」） |
| 主演男優賞                                           | 主演女優賞                                               |
| - ディリープ・クマール - 『Daag』                    | - ミーナー・クマーリー - 『Baiju Bawra』                 |